# História da cromatografia

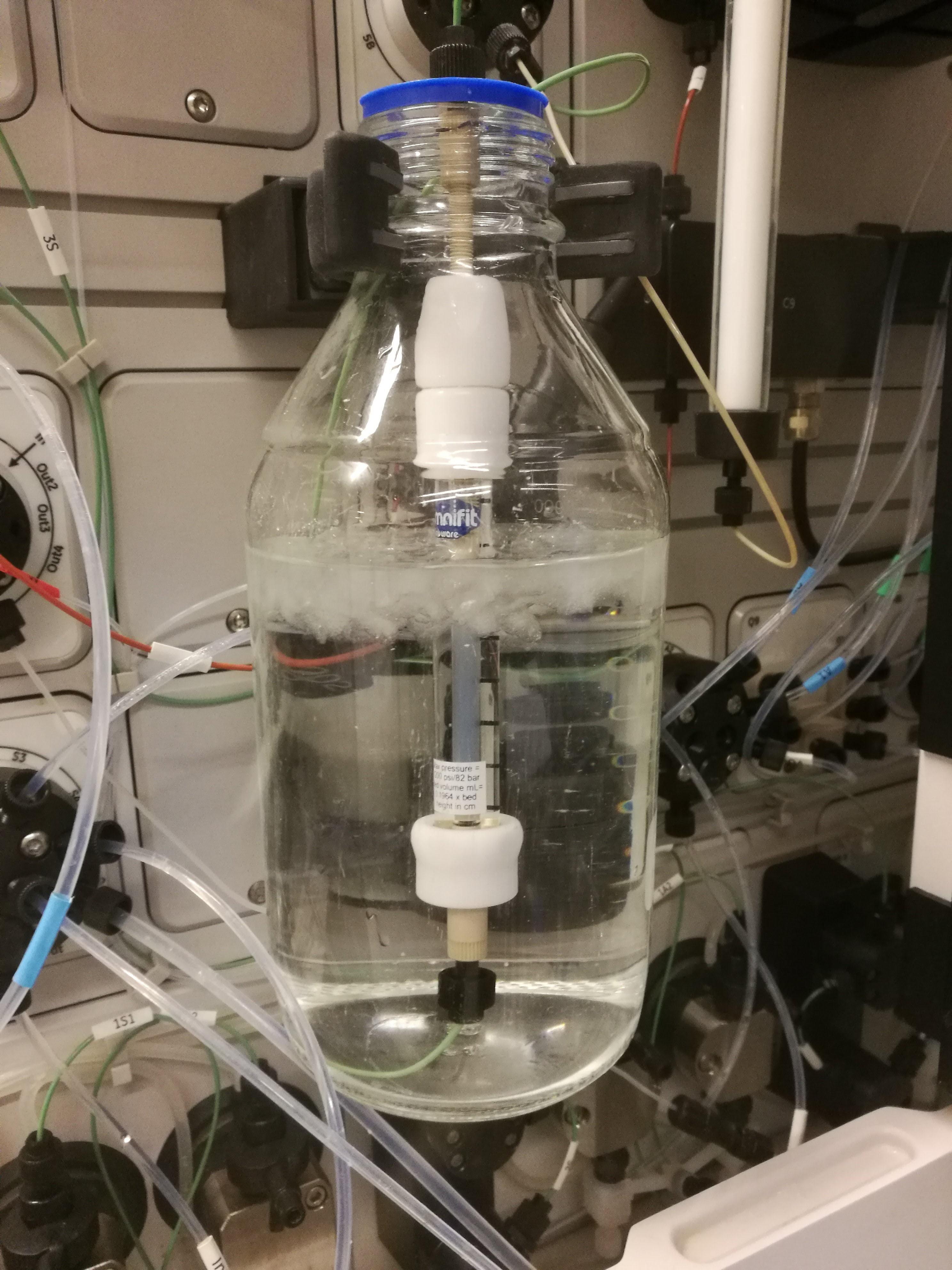

A história da cromatografia abrange desde meados do século XIX até o século XXI. A cromatografia, literalmente "escrevendo em cores", foi usada - e nomeada - na primeira década do século XX, principalmente para a separação de pigmentos vegetais como a clorofila (que é verde) e carotenóides (que são laranja e amarelo). Novas formas de cromatografia desenvolvidas nas décadas de 1930 e 1940 tornaram a técnica útil para uma ampla variedade de processos de separação e tarefas de análise química, especialmente na bioquímica.

## Precursores
O uso mais antigo da cromatografia - passar uma mistura por um material inerte para fazer a separação dos componentes da solução com base na adsorção diferencial - às vezes é atribuído ao químico alemão Friedlieb Ferdinand Runge, que em 1855 descreveu o uso de papel para analisar corantes. Runge deixou cair pontos de diferentes compostos inorgânicos sobre círculos de papel filtro já impregnados com outro composto químico, e as reações entre os diferentes compostos químicos criaram padrões de cores únicos. De acordo com a análise histórica de LS Ettre, no entanto, o trabalho de Runge "não tinha nada a ver com cromatografia" (e, em vez disso, deveria ser considerado um precursor de testes químicos pontuais, como o teste de Schiff).
Na década de 1860, Christian Friedrich Schönbein e seu aluno Friedrich Goppelsroeder publicaram as primeiras tentativas de estudar as diferentes velocidades nas quais diferentes substâncias se movem através do papel filtro. Schönbein, que pensou que a ação capilar (em vez da adsorção) era a responsável pelo movimento, chamou a técnica de análise capilar, e Goppelsroeder passou grande parte de sua carreira usando a análise capilar para analisar as velocidades de movimento de uma ampla variedade de substâncias. Ao contrário da cromatografia de papel moderna, a análise capilar usava reservatórios da substância sendo analisada, criando zonas sobrepostas dos componentes da solução, em vez de pontos ou bandas separados.
O trabalho na análise capilar continuou, mas sem muito desenvolvimento técnico, até o século XX. Os primeiros avanços significativos dos métodos de Goppelsroeder vieram com o trabalho de Raphael E. Liesegang: em 1927, ele colocou tiras de filtro em recipientes fechados com atmosferas saturadas por solventes, e em 1943 ele começou a usar pontos discretos de amostra adsorvidos em papel filtro, mergulhados em solvente puro para conseguir a separação. Esse método, essencialmente idêntico à cromatografia de papel moderna, foi publicado pouco antes do trabalho independente - e muito mais influente - de Archer Martin e seus colaboradores, que inaugurou o uso difundido da cromatografia de papel.
Em 1897, o químico americano David Talbot Day (1859–1915), então servindo no Serviço Geológico dos Estados Unidos, observou que o petróleo bruto gerava bandas de cor conforme se infiltrava em argila ou calcário finamente dividido. Em 1900, ele relatou suas descobertas no Primeiro Congresso Internacional do Petróleo em Paris, onde causaram uma sensação.

## Tsvet e cromatografia de coluna

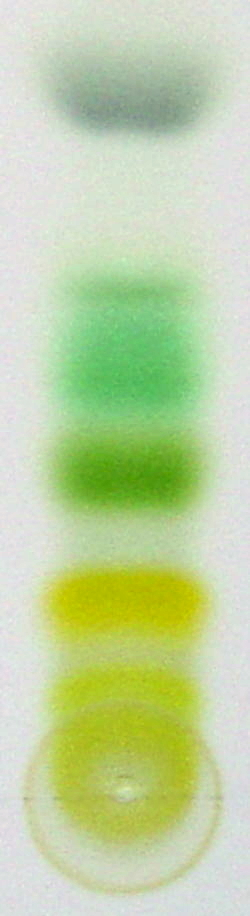
A cromatografia de camada fina é usada para separar os componentes coloridos de um extrato vegetal

A primeira verdadeira cromatografia é geralmente atribuída ao botânico russo-italiano Mikhail Tsvet. Tsvet aplicou suas observações de extração de papel filtro aos novos métodos de fracionamento de coluna que foram desenvolvidos na década de 1890 para separar os componentes do petróleo. Ele  usou uma coluna de adsorção de líquidos contendo carbonato de cálcio para separar os pigmentos vegetais amarelo, laranja e verde (que são conhecidos hoje como xantofilas, carotenos e clorofilas, respectivamente). O método foi descrito em 30 de dezembro de 1901 no 11º Congresso de Naturalistas e Médicos (XI съезд естествоиспытателей и врачей) em São Petersburgo . A primeira descrição publicada foi em 1903, no Proceedings of the Warsaw Society of Naturalists, na seção de biologia. Ele usou o termo cromatografia na imprensa pela primeira vez em 1906 em seus dois artigos sobre clorofila na revista botânica alemã Berichte der Deutschen Botanischen Gesellschaft . Em 1907, ele demonstrou seu cromatógrafo para a Sociedade Botânica Alemã. O sobrenome de Mikhail "Цвет" significa "cor" em russo, então há a possibilidade de que ele nomear o procedimento de cromatografia (literalmente "escrevendo em cores") foi uma maneira de garantir que ele, um plebeu no Império Russo, pudesse ser imortalizado.
Em uma palestra de 1903 (publicada em 1905), Tsvet também descreveu o uso de papel filtro para aproximar as propriedades de fibras de plantas vivas em seus experimentos sobre pigmentos vegetais—um precursor da cromatografia de papel. Ele descobriu que ele poderia extrair alguns pigmentos (como os carotenos laranja e xantofilas amarelos) de folhas com solventes não polares, mas outros (como a clorofila) requeriam solventes polares. Ele raciocinou que a clorofila era mantida no tecido vegetal por adsorção, e que solventes mais fortes eram necessários para superar a adsorção. Para testar isso, ele aplicou pigmentos dissolvidos no papel filtro, deixou o solvente evaporar, e então aplicou diferentes solventes para ver qual conseguiria extrair os pigmentos do papel filtro. Ele encontrou o mesmo padrão que o das extrações de folhas: o caroteno poderia ser extraído de papel filtro usando solventes não polares, mas a clorofila requeriu solventes polares.
O trabalho de Tsvet foi pouco usado até a década de 1930.

## A cromatografia de partição de Martin e Synge
Os métodos de cromatografia mudaram pouco depois do trabalho de Tsvet até a explosão de pesquisas de novas técnicas em meados do século 20, particulamente graças ao trabalho de Archer John Porter Martin e Richard Laurence Millington Synge. Pelo casamento de duas técnicas, a da cromatografia e a da extração contracorrente de solventes, Martin e Synge desenvolveram cromatografia de partição para separar compostos químicos com pequenas diferenças nos coeficientes de partição entre dois solventes líquidos. Martin, que estava anteriormente trabalhando com química de vitaminas (incluindo tentativas para purificar vitamina E), começou a colaborar com Synge em 1938, trouxe sua experiência com design de equipamento para o projeto de Synge de separar aminoácidos. Depois de experimentos malsucedidos com máquinas complexas de extração contracorrente e métodos de cromatografia líquido-líquido onde os líquidos movem-se em direções opostas, Martin pensou na ideia de usar gel sílica em colunas para segurar a água estacionária enquanto um solvente orgânico flui através da coluna. Martin e Synge demonstraram o potencial dos métodos ao separar aminoácidos marcados na coluna através da adição de vermelho de metila. Em uma série de publicações começando em 1941, eles descreveram métodos cada vez mais poderosos de separar aminoácidos e outros químicos orgânicos.
Em busca de métodos melhores e mais fáceis de identificação de constituintes de aminoácidos dos peptídeos, Martin e Synge se viraram para outros meios de cromatografia também. Um pequeno resumo seguido por um artigo detalhado em 1944 descreveu o uso de papel filtro como fase estacionária para execução da cromatografia de aminoácidos: cromatografia em papel. Em  1947, Martin, Synge e seus colaboradores haviam aplicado este método (junto com o reagente de Fred Sanger para identificação de resíduos N-terminais) para determinar a sequência de pentapeptídeos de Gramicidin S. Estes e métodos relacionados à cromatografia em papel também foram fundamentais para o trabalho de Fred Sanger de determinar a sequência de aminoácidos da insulina.

## Aperfeiçoando as técnicas
Martin, em colaboração com Anthony T. James, continuou a desenvolver cromatografia gasosa (GC; os princípios dos quais Martin e Synge haviam previsto em seu marcante artigo de 1941) no começo de 1949. Em 1952, durante a sua palestra para o Nobel de Química (compartilhado com Synge, pelo seu trabalho anterior de cromatografia), Martin anunciou a separação bem-sucedida de uma ampla variedade de componentes naturais por cromatografia gasosa. Anteriormente, Erika Cremer havia lançado a base teórica da GC em 1944 e o químico austríaco Fritz Prior, sob a direção de Erika Cremer, construiu em 1947 o primeiro protótipo de uma cromatografia gasosa e conseguiu separar oxigênio e dióxido de carbono em 1947, durante sua pesquisa de doutorado.
A facilidade e eficiência da cromatografia gasosa para separar químicos orgânicos incentivou a rápida adoção do método, assim como o rápido desenvolvimento de novos métodos de detecção para analisar o resultado. O detector de condutividade térmica, descrito em 1954 por N. H. Ray, foi o fundamento para vários outros métodos: o detector de ionização de chamas foi descrito por J. Harley, W. Nel, e V. Pretorius em 1958, e James Lovelock introduziu o detector de captura de elétrons naquele ano também. Outros introduziram espectrofotômetros de massa à cromatografia gasosa no final dos anos 1950.
O trabalho de Martin e Synge também estabeleceram o estágio para cromatografia líquida de alta eficiência, sugerindo que partículas pequenas de sorventes e pressão poderiam produzir rápidas técnicas de cromatografia líquida. Isso tornou-se amplamente praticado no final dos anos 1960 (e o método foi usado para separar aminoácidos já nos anos 1960).

## Cromatografia em camada delgada
Os primeiros desenvolvimentos de cromatografia em camada delgada ocorreu nos anos 1940, e as técnicas avançaram rapidamente nos anos 1950 depois da introdução de pratos relativamente mais largos e materiais relativamente estáveis para as camadas de sorvente.

## Desenvolvimentos posteriores
Em 1987 Pedro Cautrecasas e Meir Wilchek foram premiados com o Prêmio Wolf de Medicina pela invenção e desenvolvimento da cromatografia de afinidade e suas aplicações às ciências biomédicas.